# 日本ペタンク・ブール連盟
公益社団法人日本ペタンク・ブール連盟（にほんペタンク・ブールれんめい）は、日本におけるスポールブール、ペタンク競技を統括し、スポールブール、ペタンクの普及や日本スポールブール選手権大会、日本ペタンク選手権大会の開催を通じて、レクリエーション競技等を促進するために活動する公益法人。公益財団法人日本オリンピック委員会（JOC）承認団体であり、公益財団法人日本レクリエーション協会及び国際ペタンク・プロヴァンサル連盟に加盟している。また、2015年6月には、公益財団法人日本体育協会（のちの日本スポーツ協会）に中央競技団体として加盟した。

## 事業内容
スポールブールの初心者講習会や、ペタンク講習会を開催するとともに、競技規則、競技規則解説書、初心者用手引き等の頒布、機関誌の発行、審判員及び指導員の資格付与などを行っている。また、日本ペタンク選手権大会及びブロックレベルで主催大会を開催するほか、ねんりんピック、全国レクリエーション大会の後援や運営に協力し、審判員や競技委員の派遣を行っている。

## 沿革
- 1970年 - 日本ボンボール協会設立
- 1983年 - 日本ペタンク協会に名称変更
- 2008年 - 特定非営利活動法人日本ペタンク協会となる
- 2011年 - 一般社団法人日本ペタンク・ブール協会として事業開始
- 2014年3月15日 - 一般財団法人日本ペタンク・ブール連合と合併し名称を公益社団法人日本ペタンク・ブール連盟とする[3]

## 主要大会
- 日本スポールブール選手権大会
- 御殿場オープン全日本スポールブール大会（後援）
- 日本ペタンク選手権大会
- ペタンクジャパンオープン
- 全国シニアペタンク大会
- 東・西日本協会対抗ペタンク選手権大会
- ジュニアペタンク選手権大会

## 加盟団体
- 全国を9ブロックとして、北海道ペタンク・ブール連盟など47都道府県のほとんどに各連盟、協会が組織されている。
- 各都道府県の下に、札幌ペタンク協会など市町村に協会が組織されている[4]。